# Ipotetica vittoria dell'Asse nella seconda guerra mondiale

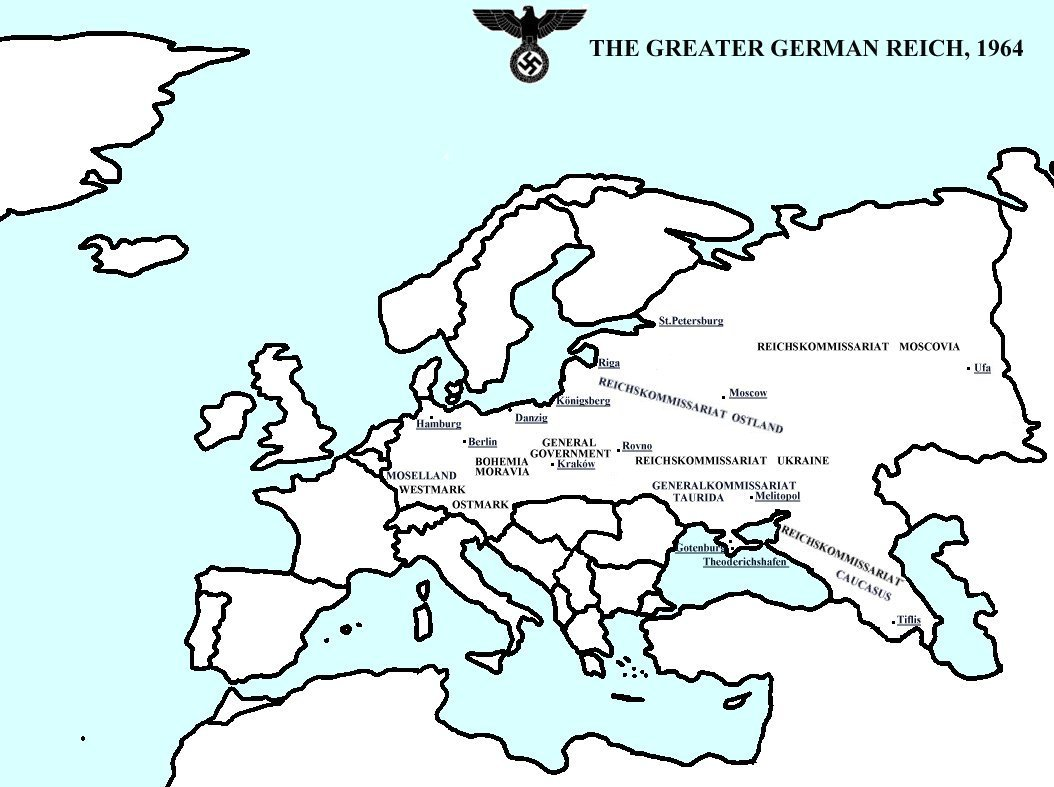
Questa mappa dell'Europa mostra le vittorie del Reich tedesco nel 1964 come descritte dallo scrittore Robert Harris nel suo Fatherland. Sebbene di finzione, molti dei nomi regionali erano o furono previsti dal progetto nazista lebensraum.

Un'ipotetica vittoria dell'Asse nella seconda guerra mondiale è un concetto comune di ucronia (o "storia alternativa") in scenari generalmente distopici. Alcuni scrittori e pensatori hanno  ipotizzato come sarebbe potuto essere il mondo se le potenze dell'Asse (Germania, Italia e Giappone) avessero vinto la seconda guerra mondiale. Numerose tesi sono state espresse in tutto il mondo.
Il termine di "Pax germanica", termine latino per "pace tedesca", è talvolta associata a questo periodo teorico. In alcuni casi il termine è utilizzato anche per una ipotetica vittoria dell'Impero tedesco nella prima guerra mondiale, avendo un precedente storico nei testi in latino che si riferiscono alla pace di Vestfalia.
Il tema della supremazia dell'Asse divenne già noto nel mondo anglofono prima della seconda guerra mondiale, col romanzo La notte della svastica (Swastika Night) di Katharine Burdekin dato alle stampe nel 1937. Altre opere simili per argomento sono Peace in Our Time dello scrittore teatrale Noël Coward (il cui nome compariva nella lista nera della Gestapo nella realizzazione dell'operazione Leone marino per l'invasione del Regno Unito), che esplora una Londra dominata dal regime nazista, debuttando in palcoscenico nel 1947. Malgrado le critiche, ancora nel corso del XXI secolo queste tesi hanno una certa risonanza riportando alla luce particolari ordinari della vita dell'epoca nonché le umiliazioni e le sofferenze di coloro che sono stati dominati dal regime.

## Esempi e temi centrali
In termini di atmosfera generale, il concetto di una vittoria nazista in un'opera solitamente crea uno scenario deprimente e melanconico, oscuro e negativo. Esempi di scrittori che si sono applicati su questo tema sono Philip K. Dick, Robert Harris e Philip Roth. Scenari ucronici hanno portato a una serie di composizioni poetiche, racconti e rappresentazioni teatrali. Temi come l'amicizia, il genere, l'ideologia, la razza e altri emergono da questi scritti.
Nella maggior parte dei casi, i nazisti e l'Impero giapponese hanno conquistato la maggior parte del mondo, e nessuna potenza ha potuto opporvisi in maniera significativa. L'Unione Sovietica, gli Stati Uniti ed il Regno Unito hanno perso la guerra e sono stati conquistati totalmente. Gli sviluppi di politica interna all'interno di questi paesi hanno portato a isolazionismo o pacificazione. Nei Paesi conquistati imperano spesso problemi economici e di ripresa.
Il romanzo La notte della svastica (Swastika Night) di Katharine Burdekin pubblicato sotto lo pseudonimo di "Murray Constantine" nel 1937, è un caso distinto di pubblicazione in questo tema pubblicato prima dell'inizio della seconda guerra mondiale. Questo viene spesso catalogato come un racconto di storia futuristica piuttosto che storia alternativa dal momento che al tempo della sua scrittura esso narrava di avvenimenti propri di un potenziale futuro. Scrivendo nel 2009 per The Guardian, il giornalista Darragh McManus ha rimarcato "tramite una notevole immaginazione, "Swastika Night" presenta uno storyline coerente, terrificante ma plausibile. [..] E considerando quando venne pubblicato, e sapendo quanto poco all'epoca si sapesse del regime nazista rispetto a quanto oggi si sa di quel periodo, il racconto è incredibilmente profetico sulla natura del nazismo". Il giornalista ha evidenziato la "violenza e la pazzia" come del resto l'"irrazionalità e la superstizione" della dittatura dell'epoca.
La prima storia alternativa di storia nazista venne pubblicata in diverse lingue nel 1945 alcuni mesi dopo il suicidio di Hitler per la penna dell'autore ungherese Laszlo Gaspar. Col titolo Noi, Adolf I, il racconto celebra il successo della Germania nazista dopo il combattimento di Stalingrado che ha portato Hitler a incoronarsi "imperatore". Erigendo a Berlino un Palazzo Imperiale che incorpora elementi della Torre Eiffel francese e della Statua della Libertà statunitense, il despota narcisista impegnato in grandiosi spettacoli, prepara intanto un matrimonio dinastico con la principessa imperiale giapponese per dare alla luce un erede che dominerà il mondo.
Noto in inglese spesso col titolo di The Last Jew, l'opera in lingua ebraica Ha-Yehudi Ha'Aharon del politico e attivista revisionista sionista Jacob Weinshall venne pubblicato a Tel Aviv nel 1946. Egli immagina, cento anni dopo, un mondo dominato dai nazisti da una "lega di dittatori" impegnata a scoprire gli ultimi ebrei rimasti fuggiti nel Madagascar. I nazisti hanno pensato di giustiziare l'ultimo di essi durante i successivi Giochi Olimpici. Ad ogni modo, prima che questi abbiano luogo, la luna si muove troppo vicina alla terra portando ad una catastrofe della civilizzazione umana e quindi anche del governo nazista. Il testo ebraico di Weinshall, sino al 2000, ad ogni modo non ha mai ricevuto una formale traduzione in altre lingue. Non si deve confondere il romanzo con quello omonimo di Yoram Kaniuk, che è stato tradotto in inglese.
L'opera Peace in Our Time esplora una Londra dominata dai nazisti ed i deleteri effetti dell'occupazione sul popolo inglese. Lo scrittore inglese Noël Coward, il cui nome appare sulla "lista nera" della Gestapo nel caso di una possibile invasione del Regno Unito, autore del dramma, ha fatto debuttare a teatro il racconto nel 1947.

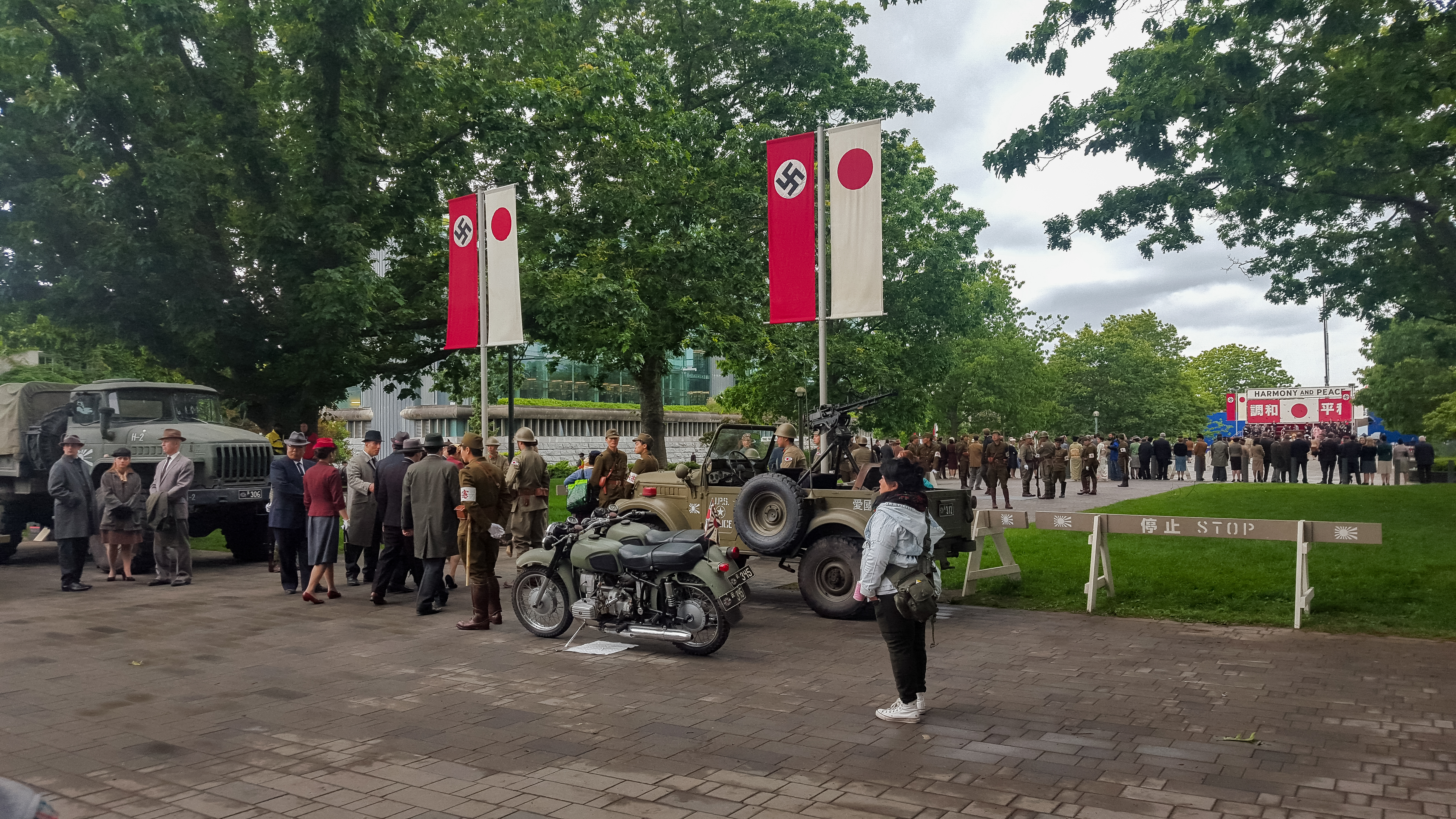
Riprese per L'uomo nell'alto castello, serie televisiva ucronica basata sul romanzo La svastica sul sole

Altri esempi del genere sono Il richiamo del corno (The Sound of His Horn, 1952) di John William Wall, La svastica sul sole (The Man in the High Castle, 1962) di Philip K. Dick, The Ultimate Solution di Eric Norden (1973), In presenza del nemico (In the Presence of Mine Enemies) di Harry Turtledove (2003).
In molti di questi scenari presentati in questi racconti è presente un gruppo di resistenza tra gli Alleati o nei gruppi antifascisti. Ad esempio nel menzionato In presenza del nemico, il regime nazista è chiamato a fronteggiare una forma di Perestroika, una processo di apertura governativa con l'incremento del blocco comunista alla fine della Guerra Fredda. Nei romanzi La notte della svastica e Il richiamo del corno, l'impero nazista ha resistito per diversi secoli ed ha impresso profonde modifiche socio-culturali nello spirito europeo. Successivamente, nelle opere La svastica sul sole e The Ultimate Solution, complesse tensioni tedesche e giapponesi hanno portato al rischio crescente di una guerra nucleare tra i due ex alleati.
Alcuni scrittori hanno parlato di collaborazionisti tra inglesi ed americani, facilitando persino l'estensione dell'olocausto. Questioni di mancata lealtà sono discusse in It Happened Here, Collaborator, SS-GB, Dominion e The Ultimate Solution. Spesso queste opere si sono dimostrate critiche intenzionalmente nei confronti dei sistemi politici di quei paesi. In altri casi una rivolta popolare riesce a rovesciare il regime nazista come in Clash of Eagles.
Alcuni libri si concentrano sulle politiche interne statunitensi che avrebbero portato ad una amministrazione pro-nazista in America come ad esempio ne Il complotto contro l'America di Philip Roth, o addirittura con la crescita di un regime di estrema destra, naturale alleato delle potenze dell'Asse in quanto avente i medesimi obbiettivi. Un esempio è K is for Killing dove la vittoria nazista ha portato all'isolazionismo dell'America come pure in The Divide. Nel racconto The Leader la dominazione fascista in Inghilterra è interna piuttosto che sintomo della conquista tedesca.
Alcuni romanzi, come ad esempio La svastica sul sole, si concentrano invece sulle vicende del Giappone piuttosto che dei nazisti. Attentatet i Pålsjö skog mostra invece l'invasione della Svezia nel maggio del 1941 il che porta ad un trionfo degli Alleati nell'Operazione Barbarossa in tre settimane, fatto che permette poi all'Unione Sovietica di preparare un'invasione a sua volta. Hitler viene sconfitto alla fine del 1944, ovvero prima del suo effettivo suicidio. L'India viene occupata dalla Germania nazista come pure il Giappone imperiale in "The Last Article", il che costituisce una critica alla politica di Gandhi della non-violenza. Inoltre, in casi come After Dachau, lo scenario della vittoria nazista è utilizzato come mezzo per esporre le idee politiche e filosofiche dello scrittore.
Uno degli elementi chiave dello scrittore israeliano Haim Be'er nel suo racconto del 2014 dal titolo Their New Dreams è la caratteristica di una storia alternativa nella quale Erwin Rommel vince la battaglia di Al-Alamein e si porta ad occupare la Palestina. Di conseguenza gli abitanti di Tel Aviv vengono massacrati dalle Einsatzgruppen naziste.
Alcuni scrittori hanno utilizzato la vittoria delle potenze dell'Asse come tema di sfondo. Il protagonista del racconto di Michael Flynn, The Forest of Time, si ritrova in una Filadelfia alternativa dove suore cattoliche sono impiccate ai lampioni sotto bandiere "a svastiche e strisce" ma decide di non indagare oltre e riesce a balzare via prima che gli abitanti notino la sua presenza, venendo sbalzato con un salto temporale nel Nord America al tempo delle Tredici Colonie in rivolta durante la Rivoluzione Americana.
Nel racconto di Harry Turtledove, Crosstime Traffic, dei lavoranti scoprono un mondo - descritto come sgradevole - dove la Germania nazista ha vinto la seconda guerra mondiale ed altri mondi dove fascisti non ben definiti hanno trionfato anch'essi. Tutto questo ad ogni modo rimane di sfondo e l'enfasi di L'ultimo Reich va a puntarsi sul mondo nel quale la Germania imperiale ha trionfato nella prima guerra mondiale, sotto l'oppressione della casata degli Hohenzollern. Senza il nazismo, qui molti ebrei sono al servizio della Germania e ricoprono ruoli importanti nel campo militare ed in quello scientifico, aiutando così il loro paese a dominare il mondo. Questo fatto avviene anche nella serie di Turtledove dal titolo Southern Victory che rappresenta una storia alternativa della guerra civile americana, dove Germania e Stati Uniti si trovano a fronteggiare Regno Unito, Francia, Russia e Stati Uniti Confederati in quella che viene definita la "Grande Guerra".
Nel racconto di Richard C. Meredith dal titolo Run, Come See Jerusalem!, Chicago viene distrutta durante un bombardamento nucleare ad opera della Luftwaffe nel 1946, ma gli americani riescono ad avere la meglio sui nazisti solo per soccombere alcuni decenni dopo ad una dittatura interna di tipo teocratico su cui il racconto è incentrato.
Uno dei motivi chiari di ucronia che riporti alla vittoria nazista della seconda guerra mondiale, è spesso quello dell'avanzata tecnologia dei tedeschi. Traendo informazioni da dati oggettivi della Germania nazista come ad esempio i razzi V2 o il jet a propulsione Messerschmitt Me 262, alcune storie si sono concentrate nel concepire il progresso del Terzo Reich dopo la vittoria della guerra. Ne La svastica sul sole, ad esempio, il Grande Reich nei primi anni sessanta ha iniziato la colonizzazione del pianeta Marte ed ha realizzato un sistema di trasporti suborbitali, ma la guerra fredda tra Germania e Giappone ha accelerato anche la corsa agli armamenti nucleari. In questo clima prende piede l'Operazione Dandelion, nella quale Josef Goebbels ed altri associati invocano un bombardamento nucleare preventivo del Giappone.

## Studi culturali

Mappa che descrive gli Stati Uniti occupati nella serie TV L'uomo nell'alto castello.

Studiosi come Gavriel David Rosenfeld nella sua opera The World Hitler Never Made:  Alternate History and the Memory of Nazism (2005), hanno iniziato a prendere in considerazione con una ricerca accademica su vasta scala le conseguenze della vittoria tedesca dopo la seconda guerra mondiale.
Scenari ucronistici sono ad esempio Greenhill's Alternate Decisions che è una serie scritta da storici militari, accademici ed ufficiali senza pretesa novellistica, ma basandosi unicamente su questioni di tipo storico, tattico, logico, ecc.

## Opere

### Narrativa
- '48 (1996) di James Herbert
- Against the Day (1999) di Michael Cronin
- Attentatet i Pålsjö skog di Hans Alfredson (1996)
- Il grande tempo (The Big Time, 1957) di Fritz Leiber
- Clash of Eagles (1990) di Leo Rutman
- Collaborator (2003) di Murray Davies
- The Divide (1980) di William Overgard
- Dominion (2012) di C. J. Sansom
- Farthing, Ha'penny e Half a Crown, serie (2006–2008) di Jo Walton
- Fatherland (1992) di Robert Harris
- In presenza del nemico (In the Presence of Mine Enemies, 2003) di Harry Turtledove (le cui prime 21 pagine erano originariamente una breve storia pubblicata a parte nel 1992)
- Il signore della svastica (The Iron Dream, 1972) di Norman Spinrad che descrive un'allegoria fantascientifica della vittoria nazista
- A Kill in the Morning di Graeme Shimmin
- The Last Article (1988) di Harry Turtledove
- Living Space (1956) di Isaac Asimov
- The Madagaskar Plan (2015) di Guy Saville
- Making History (1996) di Stephen Fry
- La svastica sul sole (The Man in the High Castle, 1962) di Philip K. Dick
- The Proteus Operation (1985) di James P. Hogan
- Resistance (2007) di Owen Sheers
- Il richiamo del corno (The Sound of His Horn, 1952) di Sarban
- SS-GB (1978) di Len Deighton
- La notte della svastica (Swastika Night, 1937) di Katharine Burdekin
- Thor Meets Captain America (1986) di David Brin
- Timewyrm: Exodus (racconto della serie Doctor Who, 1991) di Terrance Dicks
- The Ultimate Solution (1973) di Eric Norden
- Warlords of Utopia (2004) di Lance Parkin
- When William Came scritto nel 1913 come storia alternativa futuristica
- Peace in Our Time (1947) di Noël Coward.

### Film
- It Happened Here diretto da Kevin Brownlow (1966), film britannico.[9]
- Philadelphia Experiment II (1993)
- Delitto di stato (Fatherland) (1994), basato sul racconto pubblicato nel 1992.
- Jin-Roh - Uomini e lupi (1999), dove la Germania nazista vince la seconda guerra mondiale e combatte poi contro il Giappone.
- Jackboots on Whitehall (2010).
- Resistance (2011).

### TV
- The Other Man
- An Englishman's Castle
- Uccidere per amore (episodio della serie televisiva Star Trek)
- Ora zero/Nuovo fronte temporale (episodi della serie televisiva di Star Trek: Enterprise)
- L'uomo nell'alto castello, una serie di Amazon Prime basata sul racconto del 1962.
- SS-GB, miniserie del 2017
- Crisi su Terra-X (2017), crossover dell'Arrowverse diviso in 4 parti delle serie Supergirl, Arrow, The Flash e Legends of Tomorrow
- Il complotto contro l'America, miniserie del 2020 basata sul racconto del 2004.

### Fumetti
- "Blitzkrieg 1972", n. 155 di L'Incredibile Hulk (settembre 1972), si svolge a New York City, dove le forze della Germania nazista, dal loro quartier generale di Wall Street, stanno sconfiggendo gli americani che tentano disperatamente di difendere la città. È a quel punto che gli Stati Uniti chiedono aiuto a Hulk per sconfiggere il temibile Capitano Axis e le sue forze.

- La storia di Capitan America del 2003-2004 dal titolo "Cap Lives" (Capitan America Vol. 4, n. 17-20), Capitan America si sveglia dopo un coma nel 1964 per ritrovare il mondo ormai conquistato dai nazisti a seguito della loro vittoria della seconda guerra mondiale. Dopo lo sgancio di una bomba sugli Stati Uniti, la Germania nazista ha rinominato New York City come "New Berlin" e l'ha dichiarata nuova capitale dell'America nazista. Red Skull è divenuto Fuhrer del cosiddetto "Nuovo Reich" e sta cercando di creare un esercito di superuomini o supersoldati di razza nordica, basati sul DNA di Capitan America. Assieme ai combattenti della resistenza americana (che include anche Bucky Barnes, Nick Fury, Peter Parker, Ben Grimm, Johnny Storm, Sue Storm, Reed Richards, Hank Pym, Bruce Banner, Luke Cage, Frank Castle e Stephen Strange), Capitan America combatte contro il Nuovo Reich.[10][11]

### Videogiochi
- Turning Point: Fall of Liberty pubblicato da Spark Unlimited (2008)
- Wolfenstein: The New Order pubblicato da MachineGames (2014)
- Wolfenstein II: The New Colossus pubblicato da MachineGames (2017)